# Euglypha alveolata
Euglypha alveolata – Przedstawiciel Rhizaria z gromady Imbricatea z rodzaju Euglypha. Wielkość 30 – 150 μm. Bytuje w różnych zbiornikach wodnych, najczęściej w okolicach dennych w detrytusie.